# Córrego da Água Limpa
Der Córrego da Água Limpa ist ein etwa 24 km langer linker Nebenfluss des Rio Ivaí im Nordwesten des brasilianischen Bundesstaats Paraná.

## Etymologie
Água Limpa bedeutet sauberes Wasser. Córrego heißt Bach. Es handelt sich also um den Reinwasserbach.

## Geografie

### Lage
Das Einzugsgebiet des Córrego da Água Limpa befindet sich auf dem Terceiro Planalto Paranaense (Dritte oder Guarapuava-Hochebene von Paraná).

### Verlauf
Sein Quellgebiet liegt im Munizip Ivaté auf 377 m Meereshöhe am nördlichen Rand des Stadtgebiets an der Rua Perimetral.
Der Bach verläuft in nördlicher Richtung. Nach etwa 7 km erreicht er die Grenze zum Munizip Douradina und fließt bis zu seiner Mündung ihr entlang. Er mündet auf 240 m Höhe von links in den Rio Ivaí. Er ist etwa 24 km lang.

### Munizipien im Einzugsgebiet
Am Córrego da Água Limpa liegen die zwei Munizipien Ivaté und Douradina.